# Dr. Watson
Doktor John Watson (též dr. John Hamish Watson) je fiktivní postava vymyšlená Arthurem Conanem Doylem. Je to přítel, příležitostný spolubydlící a také životopisec detektiva Sherlocka Holmese. V knihách vystupuje dr. Watson v roli vypravěče téměř všech Holmesových příběhů (jen dva příběhy vypráví sám Holmes a další dva jsou vyprávěny ve třetí osobě). Watson a Holmes podle Doyleových povídek bydleli v letech 1881–1904 ve viktoriánském domě na Baker Street.
V první vydané povídce Studie v šarlatové je zmíněn Watsonův životopis. Sloužil jako vojenský lékař v Pátém northumberlandském pluku v Indii, než však do Indie dorazil, vypukla druhá afghánská válka. Po zranění byl přesunut do nemocnice v Péšávaru, kde se nakazil těžkou střevní chorobou a byl dopraven na vojenskou loď „Orontes“ a za měsíc přistál v Portsmouthu s naprosto zničeným zdravím. Usadil se v Londýně, kde se seznámil s Holmesem a stal se jeho spolubydlícím. Později si dr. Watson založil soukromou lékařskou praxi a oženil se.
Postava doktora Watsona se objevila v mnoha filmech a seriálech jako Sherlock, Sherlock: Jak prosté (kde mimochodem vystupuje v ženském provedení), atd. Ztvárnili ji například Martin Freeman, Jude Law, Edward Hardwicke, David Burke, André Morell, Nigel Bruce, Kenneth Welsh, Vitalij Solomin nebo Earle Cross.